# Linux
Linux [línuks] je prost operacijski sistem podoben Unixu s prosto dostopno izvorno kodo, zaščiteno s Splošnim dovoljenjem GNU (GNU General Public License - GPL). Kljub monolitični zgradbi jedra je dinamičnost omogočena z nalaganjem oz. odstranjevanjem posameznih modulov. Podpira večprocesorski način, številne datotečne sisteme, možnost izbire razvrščevanj, razširitve pomnilniške enote do 4 GB ali več. Velja za sodobno večopravilno jedro, zasnovano po zamislih iz knjige Operating Systems: Design and Implementation, avtorja Andrewa Stuarta Tannenbauma, profesorja računalništva na Svobodni univerzi v Amsterdamu in tvorca MINIX-a. Uživa podporo (finančno in kadrovsko) podjetij, kot so Sun Microsystems, IBM in Novell.

## Kratka zgodovina
Aprila leta 1991 je takrat 21-letni študent računalništva Linus Torvalds iz Helsinkov, pripadnik švedske manjšine na Finskem, začel pisati (najprej kot hobi) Minixu podoben operacijski sistem. 25. avgusta 1991 je v novičarski skupini comp.os.minix najavil svojo namero, sredi septembra (sodeč po datumih izvornih datotek 17. septembra) pa je na internetu objavil prvo različico operacijskega sistema, ki so ga po njem poimenovali Linux. Takoj so mu priskočili na pomoč številni zanesenjaki z vsega sveta in operacijski sistem je postajal iz dneva v dan zmogljivejši in bolj priljubljen. Različica 1.0.0 je izšla leta 1994, pomemben mejnik predstavlja leto 1996, ko naj bi z različico 2.0.0 Linux postal primeren tudi za običajne uporabnike, ne le za poznavalce (v žargonu »geeke«). Takrat je Linus tudi zaščitil blagovno znamko Linux. Danes je aktualna različica 5.0. Do sedaj je bil Linux bolj ali manj uspešno prenesen na več ali manj vse obstoječe računalniške arhitekture (»od zapestne ure do velikih superračunalnikov«), njegova priljubljenost še kar narašča, skorajda vsako podjetje, ki na področju informacijske tehnologije kaj pomeni, ga jemlje zelo resno.

## Linux ni Unix
Do imena Unix so upravičeni samo operacijski sistemi, ki so kakorkoli povezani s prvotnim AT&T-jevim Unixom iz začetka 70. let 20. stoletja. Za Linux to ne velja, ker ga je Linus napisal od začetka, zato je to samo Unixu podoben operacijski sistem. Leta 2007 je precej prahu dvignila obtožba podjetja SCO (naslednica materialnih pravic Unixa), da je IBM v jedro nezakonito dodal dele izvorne kode Unixa, vendar je podjetje tožbo izgubilo .

## Linux in GNU/Linux
Linux je pravzaprav samo jedro operacijskega sistema, ki končnemu uporabniku ne ponuja uporabniškega vmesnika ali lupine, temveč skrbi večinoma zgolj za povezovanje programske opreme s strojno. Linux postane uporaben šele z dodatkom številnih orodij. Večina orodij, ki so jih dodali Linuxu, je nastala v okviru projekta GNU, zato so se pojavile zahteve, da naj se skupek jedra in omenjenih orodij imenuje GNU/Linux. Še zlasti glasen pri teh zahtevah je sloviti Richard Matthew Stallman, ustanovitelj projekta GNU in FSF (Free Software Foundation) ter avtor dovoljenja GPL.

## Distribucije
Pobrati razno programje z različnih strežnikov ter iz njega postaviti delujoč sistem je zamuden in vse prej kot enostaven opravek, Tisti, ki jih to zanima, si lahko ogledajo stran Linux From Scratch, za ostale pa so posamezniki in podjetja pripravili distribucije, ki na enem mestu vsebujejo potrebno programsko opremo skupaj s programi za čim lažjo namestitev. Distribucije se razlikujejo po priloženi programski opremi, programih za namestitev, podprtih arhitekturah, cenovni politiki (nekatere so prosto dostopne, nekatere pa plačljive, kjer lahko cena vključuje tehnično podporo, priložene priročnike, priložene plačljive programe itd.). Za zahtevnejše uporabnike so primerne distribucije Debian, Slackware ali Gentoo, manj vešči uporabniki pa raje izberejo CentOS, OpenSUSE ali Ubuntu, ki temelji na distribuciji Debian, do nedavnega je bil zelo priljubljen tudi Red Hat, ki pa se je popolnoma usmeril v poslovne vode, njegovo tradicijo pa nadaljuje projekt Fedora.
Izdajatelji GNU/Linux in ostale programe pogosto distribuirajo po Internetu v obliki ISO datotek, peščica uporabnikov pa se odloči za nakup trdih medijev, kot so DVD ali CD-ROM pogonski diski, saj s tem običajno podpirajo razvoj GNU programja in obstoj organizacij.

### Domače distribucije
V Sloveniji je do sedaj nastalo šest distribucij. Društvo Lugos je pripravilo distribucijo Pingo, pri Ljudmili so pripravili distribucijo Slix, svojo distribucijo so pripravili tudi v skupini Slo-Tech in na Fakulteti za elektrotehniko, računalništvo in informatiko v Mariboru.
Bivše slovenske distribucije:
- FeriX - Živa DVD GNU/Linux distribucija za tehnike - posodobitev ni že od leta 2009
- Pingo - Temelji na odprti distribuciji Fedora Core - posodobitev ni že od leta 2005
- Slobuntu - Temelji na odprti distribuciji Ubuntu - zadnja posodobitev leta 2013
- Slix - posodobitev ni že od leta 2004
- Slonix - distribucija nikoli ni izšla
- Slo-Tech Linux - posodobitev ni že od leta 2004

## Ali je brezplačen?
Precej nerazumevanja je povzročila angleška beseda free, ki pomeni tako brezplačno, kot prosto, svobodno. Pri prostem programju, vključno z Linuxom, prvenstveno velja drugi pomen (»free as speech, not free as beer«), kar pomeni, da lahko vsak dobi izvorno kodo in jo pod pogoji dovoljenja GPL tudi spreminja. Izvorno kodo Linuxa, tako kot tudi precejšnje število distribucij lahko pretočite k sebi po internetu, ne da bi zato morali kaj plačati avtorjem, zato pa morate seveda plačati stroške povezave do medmrežja. Če kupite izvirno distribucijo Linuxa, morate tudi nekaj plačati, ker izdelava nosilcev podatkov in njihova distribucija tudi nekaj stane, kot smo že prej rekli, nekatera podjetja v ceno prištejejo še priložene knjige, podporo, plačljive programe itd. in nekaj tudi nakažejo avtorjem. Zato pa si za večino distribucij lahko nosilce podatkov izposodite pri znancu in jih neomejeno razmnožujete. Če želite in znate, lahko tudi sami pripravite in prodajate svojo distribucijo Linuxa, dovoljenje GPL zahteva od vas le, da kupcem na njihovo zahtevo dodate tudi izvorno kodo.

## Linux v primerjavi zMS Windows
Poleg varnosti in zanesljivosti je odločilen razlog postala zmogljivost; pri delu in mrežnih oziroma modemskih povezavah v splet. Sistemski administratorji Linux še posebej cenijo zaradi enostavnosti nadzora nad sistemom in manjše možnosti povzročitve nepopravljive škode. Uporaba vmesnika se ne spreminja bistveno, z izjemo lepotnih popravkov. To pomeni, da lahko uporabnik prvih distribucij Linuxa brez večjih težav preide na novejšo. Linux za delovanje vseh perifernih enot (zvočna kartica, video kartica, modem itd.) sploh ne potrebuje grafičnega vmesnika, temveč mu zadošča tudi konzolni. Linux v nasprotju z MS Windows dejansko omogoča delo več uporabnikom hkrati.
Po drugi strani pa drži, da je do uporabnika bolj neodpustljiv kot MS Windows in ne uživa podpore proizvajalcev programske opreme v tolikšni meri, prav zaradi tega pa na njem ne delujejo nekatere profesionalne aplikacije. Toda veliko aplikacij je možno uspešno nadomestiti z odprtokodnimi alternativami za Linux. Na primer GIMP, ki je nadomestek za Adobe Photoshop, ali pa LibreOffice, ki je nadomestek za Microsoft Office. Nekatere programe, ki so bili ustvarjeni za MS Windows, je mogoče zagnati s pomočjo orodja Wine.

## Maskota
Leta 1996 je Torvalds ob izidu različice 2.0.0 na Linux e-poštni seznam napisal, da so mu všeč pingvini; tako je bila za maskoto Linuxa kmalu izbrana podoba sedečega pingvina z imenom Tux, ki ga je naredil Larry Ewing.